# John Lloyd Stephens
Pour les articles homonymes, voir Stephens, John Lloyd et Lloyd.
John Lloyd Stephens (28 novembre 1805 – 13 octobre 1852) est un explorateur, écrivain, et diplomate américain. Son nom, généralement lié à celui de son partenaire et ami Frederick Catherwood, est associé à la civilisation maya, de la même manière que ceux de Howard Carter et Lord Carnarvon à celle de l'Égypte ancienne. Bien qu'ils ne fussent stricto sensu que des amateurs, les deux expéditions qu'ils menèrent en Amérique centrale et au Mexique jetèrent les fondements de l'archéologie maya moderne. Stephens fit le récit de leurs voyages dans des ouvrages qui devinrent des best-sellers à leur époque et révélèrent les Mayas au grand public.

## Premières années
Né en 1805 dans une famille aisée de New-York, John Lloyd Stephens reçut une formation de juriste. À vingt-neuf ans, pour se rétablir d'une infection à la gorge rebelle aux traitements, il se rendit dans l'Ancien Monde, où son esprit d'aventure le poussa à visiter l'Europe orientale, la Russie et la Turquie. Ses voyages le conduisirent également en Égypte. Il fut le premier citoyen  américain à visiter le site nabatéen de Pétra, déguisé en Arabe. À son retour aux États-Unis, il se découvrit une vocation d'écrivain. Ses ouvrages  «Incidents of Travel in Egypt, Arabia Petroea and the Holy land», suivis par «Incidents of Travel in Greece, Turkey, Russia and Poland»  recueillirent un énorme succès auprès du public américain.

## Expéditions maya de Stephens

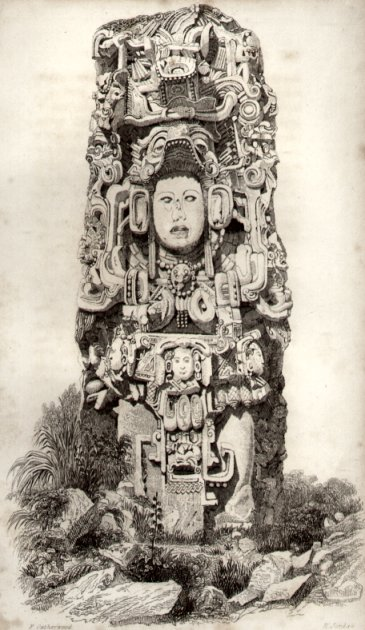
Stephens emploie le terme «idole» pour désigner les stèles de Copan, ici la Stèle N dessinée par Catherwood

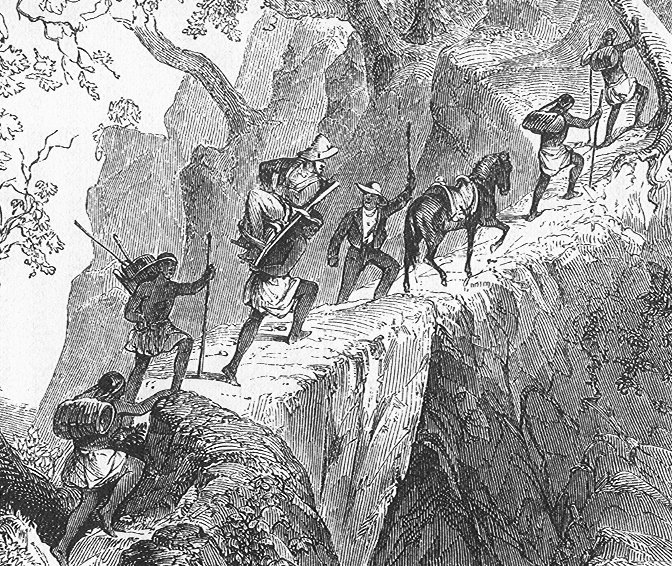
Stephens en route pour Palenque, transporté dans une silla, une chaise attachée sur le dos d'un porteur.

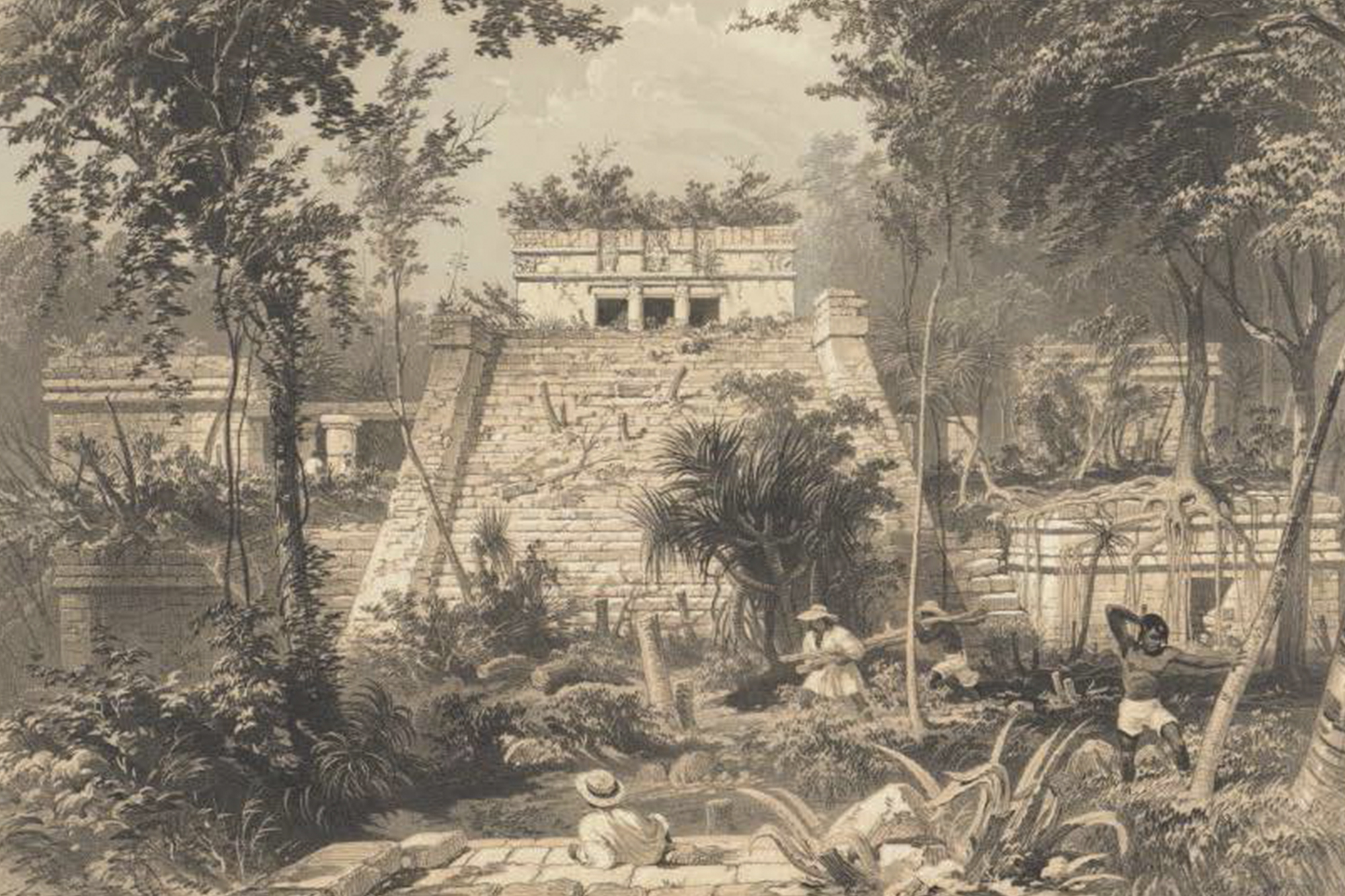
Tulum, représenté par Frederick Catherwood.

En 1836, Stephens fit à Londres une rencontre qui devait modifier le cours de son existence. Frederick Catherwood y exposait son panorama «Les ruines de Jérusalem» et les deux hommes se lièrent d'amitié : le talent d'illustrateur de Catherwood fit une forte impression sur Stephens et ils décidèrent de se lancer ensemble dans des voyages d'exploration. Leur relation reposait sur une base clairement commerciale : par contrat, Catherwood s'engageait à abandonner tous les droits sur ses illustrations en échange d'une somme de 1 500 dollars. C'est Catherwood qui, le premier, éveilla la curiosité de Stephens pour les ruines maya en lui faisant connaître le rapport du colonel del Rio à propos des ruines de Palenque. À New-York, son éditeur, Harper l'encouragea dans cette voie : peu de choses avaient été publiées sur un sujet susceptible d'intéresser le public. Stephens se procura les rares ouvrages qui existaient sur les cités maya : un article de Juan Galindo, le Voyage pittoresque dans le Yucatan de Jean-Frédéric Waldeck ainsi que les « Antiquités mexicaines » de Lord Kingsborough qui contenaient le rapport de Guillermo Dupaix sur Palenque.
Stephens saisit une occasion qui se présentait : à la suite du décès du représentant des États-Unis auprès de la Fédération d'Amérique centrale, il usa de ses relations politiques pour se faire envoyer en mission diplomatique dans la région par le président Van Buren. L'Amérique centrale était en proie au chaos : une guerre civile opposait le gouvernement fédéral aux différentes entités qui composaient la Fédération et Stephens espérait que son passeport diplomatique lui assurerait une certaine protection au cours de son périple. Le 3 octobre 1839, Stephens et Catherwood s'embarquèrent dans un bateau britannique à destination du Belize d'où un périple de plusieurs mois les mènera à Copán, Quirigua, Toniná, Palenque et pour finir Uxmal.
Arrivés à Copán au terme d'un voyage tumultueux, les deux hommes furent subjugués par la splendeur des ruines. Stephens eut immédiatement l'intuition qu'ils se trouvaient en face des restes d'une civilisation originale.
« Nous demandâmes aux Indiens s'ils savaient qui étaient les auteurs de ces constructions. Ils nous rétorquèrent pour toute réponse : "Quien sabe ?" ("allez savoir!"). Ce lieu n'évoquait aucun épisode historique connu, aucune de ces réminiscences émouvantes attachées à Rome, à Athènes et à la "grande maîtresse du monde dans la plaine d'Égypte" ».
Après des négociations difficiles avec un propriétaire réticent, Stephens fit l'acquisition du terrain sur lequel se trouvaient les ruines pour la somme de 50 dollars. Catherwood, qui employait la technique de la chambre claire, s'attela à la tâche de faire un plan des ruines et d'en reproduire les monuments : une tâche rendue difficile par une jungle épaisse - il fallait dégager chaque monument de la gangue végétale qui l'enveloppait - et par la complexité des motifs maya. Les descriptions prudentes et sobres des monuments qu'ils avaient découverts, notamment celle du célèbre Autel Q, n'ont rien perdu de leur pertinence. Les deux hommes se séparèrent pendant plusieurs mois. Pendant que Catherwood continuait à travailler à Copán, Stephens essaya de prendre contact avec le gouvernement de la Fédération d'Amérique centrale pour lui présenter ses lettres de créance, tout cela dans un climat d'insécurité créé par la lutte entre deux factions. Entretemps, Catherwood avait brièvement visité le site de Quirigua. Stephens tenta de l'acheter, comme il l'avait fait pour Copán, mais la transaction avorta. Catherwood rejoignit Stephens à Guatemala, où ce dernier tira les conclusions de la situation politique, après l'écroulement du gouvernement fédéral:
« Dans ces conditions je ne me considérais plus tenu de rester dans ce pays : ma mission était devenue sans objet. J'adressai officiellement aux autorités de Washington un message libellé comme suit : «Après de diligentes recherches, n'ai trouvé aucun gouvernement». (...) J'étais à nouveau mon propre maître, libre de me rendre où je le souhaitais, mais à mes propres frais ».
Rien ne retenant donc plus Stephens, les deux hommes se rendirent de Guatemala à Palenque, un trajet qui n'allait pas sans périls, comme en témoigne l'épisode au cours duquel Stephens, transporté dans une «silla» sur un chemin abrupt le long d'un ravin, craignit pour sa vie. En route ils visitèrent les ruines d'Utatlán, l'ancienne capitale des Quiché, ainsi que celles de Zaculeu,qui fut celle des Mams. Au Mexique, près du village d'Ocosingo, ils explorèrent brièvement le site classique de Toniná, que Stephens appelle curieusement «Tonila». Arrivés à Palenque en mai 1840, ils s'installèrent dans l'édifice connu sous le nom de «Palais». Ils avaient été précédés de peu par deux Britanniques, Walker et Caddy, envoyés par le gouverneur du Honduras britannique. Ils entreprirent un relevé aussi minutieux que possible des monuments: 
« Comme à Copan, c'est à moi qu'il incombait de préparer les différents objets que devait copier Mr. Catherwood. Nombre de pierres devaient être grattées et nettoyées au préalable, et comme notre intention était de parvenir à la plus grande précision possible dans l'exécution des dessins, nous dûmes dresser à plusieurs reprises des échafaudages pour installer la chambre claire ».
Le travail se déroula dans des conditions déplorables : les pluies torrentielles et les attaques des insectes finirent par ébranler leur santé:
« La mauvaise mine  de Mr. Catherwood me terrifia. Il était blême et décharné, et littéralement estropié, comme moi, à force de s'être fait piquer par des insectes ».
Comme à Quirigua, ils quittèrent le site sans que Stephens soit parvenu à en faire l'acquisition, cette fois pour des raisons purement administratives. De Palenque ils se dirigèrent vers la côte et gagnèrent le Yucatan par la mer. Ils commencèrent à travailler à Uxmal, mais l'état de santé de Catherwood s'était tellement dégradé que, le 24 juin 1840, ils quittèrent le Mexique.
En 1841, Stephens publia les deux volumes de son plus célèbre ouvrage, «Incidents of Travel in Central America, Chiapas and Yucatan». Il s'agit d'un récit de voyage à la mode de l'époque, mêlant anecdotes diverses, portraits, description des lieux visités, une importante partie consacrée à la situation politique et la guerre civile qui ravageait l'Amérique centrale, sans compter la partie la plus originale, archéologique, qui ne compte pourtant que pour un tiers de l'œuvre. L'ouvrage, tiré à 15 000 exemplaires, connut un succès de librairie, ce qui incita Stephens et Catherwood à entreprendre en octobre 1842 un second voyage au Yucatán, qui les mena d'Uxmal à Tulum, en passant par Sayil, Labná, Kabah ou encore Chichen Itzá, en tout plus de quarante sites mayas. Ce voyage lui fournit la matière d'un nouvel ouvrage à succès, «Incidents of Travel in Yucatan», publié en 1843.

## Dernières années
Stephens s'investit dans la politique intérieure américaine et en 1846, il participa à la Convention constitutionnelle d'Albany. Intéressé par l'idée d'un chemin de fer traversant l'Isthme de Panama, il retourna en Amérique centrale. Le climat malsain de la région le mina et on dut le ramener malade à New York, où il décéda peu après.

## Œuvres
- John Lloyd Stephens, Aventures de voyage en pays maya, 1. Copán, 1839, Pygmalion, 1991. Rééd. : Aventures de voyage en pays maya, 1. Copán, 1839, Ginkgo éditeur, 2025 (ISBN 978-2-84679-562-3)
- John Lloyd Stephens, Aventures de voyage en pays maya, 2. Palenque, 1840, Pygmalion, 1993